# ورزشکاه ملی ایوب
ورزشکاه ملی ایوب (به انگلیسی: Ayub National Stadium) یک ورزشگاه در پاکستان است که در کویته واقع شده‌است.